# Es Clot des Guix
Es Clot des Guix este o arie protejată (arie specială de conservare — SAC, sit de importanță comunitară — SCI) din Spania întinsă pe o suprafață de 88,82 ha, integral pe uscat.

## Localizare
Centrul sitului Es Clot des Guix este situat la coordonatele 39°57′51″N 4°11′08″E / 39.9642°N 4.1855°E.

## Înființare
Situl Es Clot des Guix a fost declarat sit de importanță comunitară în iulie 2010 pentru a proteja 30 de specii de animale. Situl a fost protejat și ca arie specială de conservare în martie 2015.

## Biodiversitate
Situată în ecoregiunea mediteraneană, aria protejată conține 5 habitate naturale: Iazuri temporare mediteraneene, Ape puternic oligomezotrofe cu vegetație bentonică cu Chara spp., Păduri de Quercus ilex și Quercus rotundifolia, Pseudostepă cu ierburi și specii anuale de Thero-Brachypodietea, Păduri de Olea și Ceratonia.
La baza desemnării sitului se află mai multe specii protejate:
- păsări (27): rață mare (Anas platyrhynchos), fâsă-de-câmp (Anthus campestris), pasărea ogorului (Burhinus oedicnemus), caprimulg (Caprimulgus europaeus), cânepar (Carduelis cannabina), sticlete (Carduelis carduelis), Cettia cetti, florinte (Chloris chloris), Cisticola juncidis, porumbel (Columba livia), porumbel gulerat (Columba palumbus), presură sură (Emberiza calandra), măcăleandru (Erithacus rubecula), cinteză (Fringilla coelebs), găinușă de baltă (Gallinula chloropus), rândunică (Hirundo rustica), sfrâncioc cu cap roșu (Lanius senator), privighetoare (Luscinia megarhynchos), pițigoi mare (Parus major), vrabie (Passer domesticus), pitulice de munte (Phylloscopus collybita), turturică (Streptopelia turtur), silvie cu cap negru (Sylvia atricapilla), silvie mediteraneană (Sylvia melanocephala), mierlă (Turdus merula), sturz-cântător (Turdus philomelos), pupăză (Upupa epops)
- mamifere (1): liliacul mare cu potcoavă (Rhinolophus ferrumequinum)
- reptile (2): țestoasa de baltă (Emys orbicularis), țestoasă bănățeană (Testudo hermanni)

Pe lângă speciile protejate, pe teritoriul sitului au mai fost identificate 1 specie de plante, 1 specie de amfibieni, 6 specii de mamifere.